# Der Schwarze Tanner
Der Schwarze Tanner é um filme de drama suíço de 1985 dirigido e escrito por Xavier Koller. Foi selecionado como representante da Suíça à edição do Oscar 1986, organizada pela Academia de Artes e Ciências Cinematográficas.

## Elenco
- Otto Mächtlinger - Tanner
- Renate Steiger - Agnes Tanner
- Dietmar Schönherr - Steiner
- Ernst C. Sigrist
- Liliana Heimberg - Anna Tanner
- Susanne Betschaft - Leni Tanner